# Luftangriffe auf Wuppertal
Während des Zweiten Weltkriegs war die Stadt Wuppertal in den Nächten vom 29. auf den 30. Mai 1943 (sog. Luftangriff auf Wuppertal-Barmen) und vom 24. auf den 25. Juni 1943 (sog. Luftangriff auf Wuppertal-Elberfeld) Ziel von zwei schweren Luftangriffen. Bei diesen Luftangriffen wurden große Bereiche der Wuppertaler Stadtteile Barmen, Elberfeld und Ronsdorf durch Bomben der britischen Royal Air Force und darauf folgende Feuerstürme zerstört. Alliierte Flugzeuge führten zahlreiche weitere kleinere Luftangriffe auf Wuppertal aus, insgesamt wurden 126 Mal Bomben, Minen oder Brandbomben auf Wuppertal abgeworfen. Insgesamt starben während des Zweiten Weltkriegs in Wuppertal mehr als 6500 Menschen durch alliierte Luftangriffe; 38 Prozent der bebauten Stadtfläche wurden zerstört.

## Weg zum Luftangriff auf Wuppertal
Mit dem Luftangriff am 6. März 1943 auf die deutsche Stadt Essen begann das britische Bomberkommando die sog. „Battle of the Ruhr“. Die Angriffe erfolgten in Übereinstimmung mit der britischen Area Bombing directive. Auf Wuppertal waren bis zum Mai 1943 insgesamt 150 Spreng- und 4.000 Brandbomben gefallen. Bis zu dieser Zeit gab es 27 Tote. Elf Wohnhäuser waren zerstört und 14 Wohnhäuser schwer beschädigt worden. Im Gegensatz zu anderen Städten im Westen des Deutschen Reichs war Wuppertal bis dahin von Luftangriffen verschont geblieben. Das langgezogene bebaute Tal der Wupper befindet sich in einem hügeligen, meist unter einer Dunstglocke liegenden Gebiet, das sich mit den damaligen Navigationsinstrumenten der Royal Air Force nur schwer genau anfliegen ließ. „Unsere Stadt liegt unter Nebel versteckt“ oder „Hier wohnt der Vater von Pastor Niemöller“ hießen die Gerüchte und Parolen, die manche Wuppertaler in Sicherheit wiegten, wenn sie sich fragten, warum die Stadt noch nicht bedeutend angegriffen worden war. Da die Briten mit dem Battle of the Ruhr die Industrie des Ruhrgebiets zum Stillstand bringen wollten, Wuppertals Industrie jedoch als Zulieferant der Rüstungsindustrie galt, waren massive Luftangriffe auf Wuppertal langfristig unumgänglich.
Die Entscheidung zu einem Luftangriff auf Wuppertal traf das britische Bomberkommando am frühen Nachmittag des 29. Mai 1943. Alles hing nun von den einsatzbereiten Flugzeugen und dem Wetter ab. Als Ziel dieses ersten Großangriffs wurde die Innenstadt des Stadtteils Barmen festgelegt. Die Piloten wurden angewiesen, Wuppertal aus Südwesten anzufliegen und über dem Stadtgebiet einen Kurs von 68 Grad zu halten. Auf diese Weise hoffte die Royal Air Force, dass zu früh ausgelöste Bomben zumindest noch die Stadtteile Elberfeld und Vohwinkel träfen.

## Luftangriff auf Wuppertal-Barmen

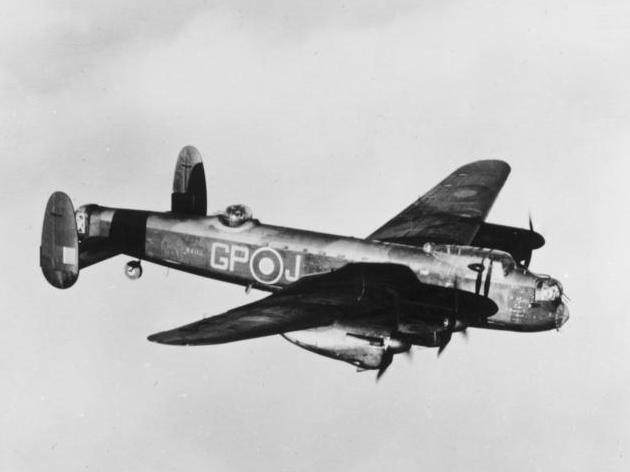
Bomber vom Typ Avro Lancaster

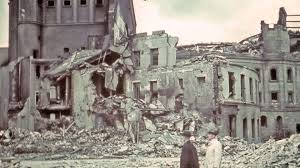
Opernhaus Wuppertal nach dem Angriff auf Barmen

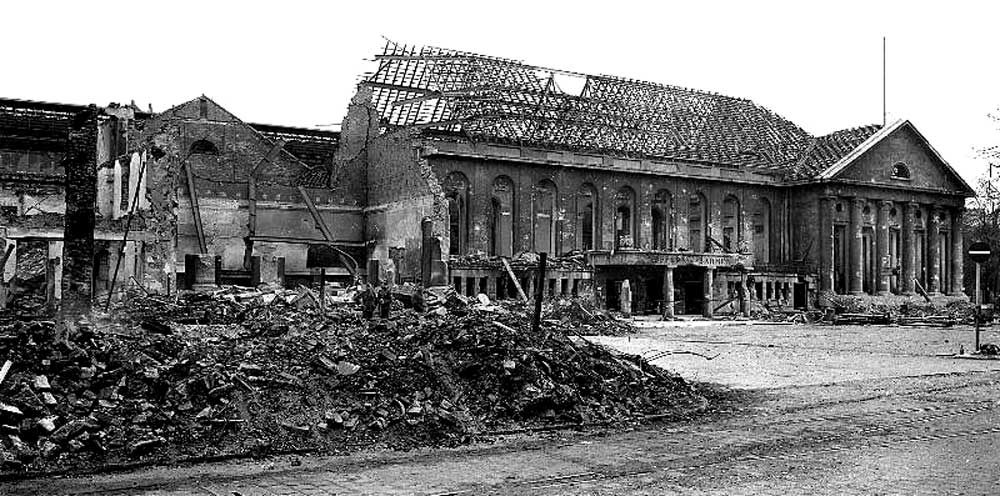
Barmer Bahnhof nach dem Luftangriff

In den Abendstunden des 29. Mai 1943 starteten 719 Flugzeuge mit dem Ziel Wuppertal. 34 dieser Maschinen hatten eine reine Sprengbombenladung. Beinahe alle weiteren hatten je zur Hälfte Spreng- und Brandbomben an Bord. Das Gesamtladung bestand so aus 920 Tonnen Spreng- und 1.014 Tonnen Brandbomben. Zu dem Angriffsverband gehörten 292 Maschinen des Typs Avro Lancaster, 185 des Typs Handley Page Halifax, 118 Short Stirling, 113 Vickers Wellingtons und 11 De Havilland DH.98 Mosquitos. 33 Maschinen (10 Halifaxes, 8 Stirlings, 8 Wellingtons, 7 Lancasters) kehrten nicht von dem Angriff zu ihren Stützpunkten zurück.
Die Maschinen dieser ersten aus 50 Flugzeugen bestehenden Welle warfen eine spezielle Bombenmischung ab, die nach ihrer Explosion den nachfolgenden Staffeln den Weg weisen sollte. Von den britischen Flugzeugbesatzungen gaben später 611 an, der Meinung zu sein, die Stadt Wuppertal getroffen zu haben. Eine Auswertung von Nachtaufnahmen zeigte jedoch, dass nur rund 475 Flugzeuge ihre Bombenlast im Umkreis von fünf Kilometern um das Ziel abgeworfen hatten. In dieser Nacht meldeten die deutschen Abfangjäger 15 Abschüsse. Andere britische Flugzeuge stürzten bei Aachen, Maastricht, Hasselt und Jülich ab. Spätere Auswertungen zeigten, dass die Zielgenauigkeit (Konzentration der Bombenabwürfe) die bis dahin genaueste im Luftkrieg war. Durch das zielgenaue Flächenbombardement des Barmer Innenstadtbereiches entstand möglicherweise ein Feuersturm, der aufgrund der vom Wochenende begünstigten geringen Einsatzbereitschaft der Feuerwehr nicht wirksam bekämpft werden konnte. Nach diesem Großangriff auf Barmen wurden aus 3.900 bis 4.000 zerstörten Häusern 2.732 Tote geborgen (726 Männer, 1.544 Frauen, 434 Kinder und 28 Ausländer). Später wurde diese Zahl der Gesamttodesopfer auf 3.380 korrigiert. Dies waren bis zu diesem Zeitpunkt die schwersten Verluste an Menschenleben bei einem einzelnen Luftangriff auf das Deutsche Reich. 80 Prozent der bebauten Fläche wurden laut Analyse der britischen Luftwaffe durch das Feuer zerstört. Fünf der sechs größten Fabriken sowie 211 andere industrielle Anlagen wurden zerstört.

### Wuppertal-Ronsdorf
Dieser Luftangriff sollte die Stadtteile Vohwinkel und Elberfeld treffen, aufgrund eines deutschen Abwehrmanövers wurden die britischen Bomber jedoch von ihrem geplanten Kurs abgelenkt und verwechselten Ronsdorf mit Vohwinkel. Mehrere Fachwerkhäuser brannten aus.

## Luftangriff auf Wuppertal-Elberfeld

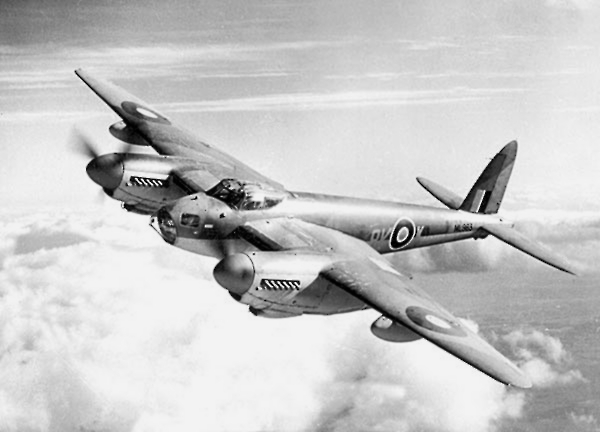
Zielmarkierer De Havilland Mosquito

Der Stadtteil Elberfeld war bis in den Sommer 1943 weitestgehend von Schäden durch Luftangriffe verschont geblieben. Weniger als zehn Menschen waren bis zu diesem Zeitpunkt durch rund 70 Spreng- und 5.000 Brandbomben in den westlichen Stadtteilen Wuppertals getötet worden. Auch der schwere Luftangriff auf Wuppertal-Barmen in der Nacht vom 29. auf den 30. Mai 1943 hatte, entgegen den britischen Erwartungen, nur verhältnismäßig wenig Schaden angerichtet, da ein großer Teil der „Bombenfehlabwürfe“ eben nicht, wie von der Royal Air Force beabsichtigt, die Elberfelder Innenstadt getroffen hatte. Nach dem Barmer Angriff erwartete die Bevölkerung Elberfelds nun auch Angriffe auf ihren Stadtteil. Trotzdem ließen sich viele Bewohner des Stadtteils Barmen nicht davon abhalten, aus ihren zerstörten Wohnungen zu Verwandten oder Freunden nach Elberfeld zu ziehen.
Nachdem die britischen Bomberverbände zwar ihr Ziel Barmen zerstört hatten, Elberfeld aber verschont geblieben war, befahl das britische Oberkommando einen neuen Angriff. Hierzu wurden am 24. Juni 1943 durch das Bomberkommando 630 Flugzeuge bereitgestellt, die in der folgenden Nacht den Angriff auf Elberfeld starteten. Zu dem Angriffsverband gehörten 251 Maschinen des Typs Avro Lancaster, 171 des Typs Handley Page Halifax, 98 Short Stirlings, 101 Vickers Wellingtons und 9 De Havilland Mosquitos.

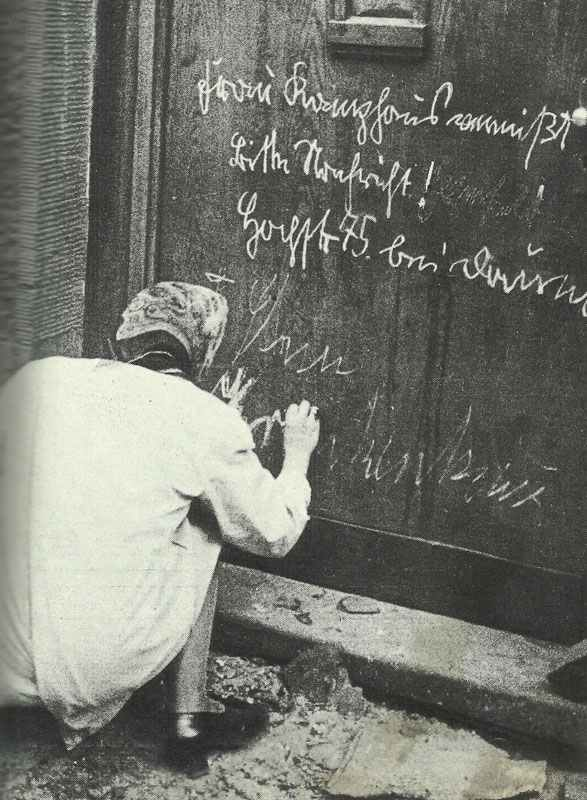
Eine Elberfelderin sucht nach der Bombennacht nach ihren Angehörigen.

Die geplante Flugroute war dabei fast identisch mit jener des Angriffs auf Wuppertal-Barmen. In den deutschen Luftschutzwarnzentralen gingen gegen Mitternacht die ersten Meldungen über Einflüge über der Scheldemündung ein. Dieser Einflug der britischen Bomberverbände dauerte bis zum 25. Juni 1943 um 1.07 Uhr an, während in Wuppertal bereits die ersten Bomben detonierten. Auf Grund von taktischen Bombenabwürfen war das Angriffsziel für die deutsche Abwehr bis zuletzt unklar geblieben. Erst um 1.11 Uhr glaubte die Warnzentrale in Duisburg, dass Wuppertal vermutlich das Hauptangriffsziel sei.
Etwa zu dieser Zeit waren auch die ersten „Christbäume“ am Himmel über dem Tal zu sehen. Fast zeitgleich begann das Bombardement mit Spreng- und Brandbomben. Die Bomberverbände waren pünktlich, von Südwesten her kommend, über Solingen über dem Ziel eingetroffen. Laut britischem Angriffsbericht sollen in dieser Nacht 1.082 Tonnen Spreng- und 1.220 Tonnen Brandbomben über dem Zielgebiet abgeworfen worden sein. Auf diese Weise wurden etwa 3.000 Wohngebäude zerstört und 2.500 beschädigt. Der Flächenbrand erreichte ein Ausmaß von 12 km2. Darüber hinaus kamen 1.900 Menschen, darunter 716 Männer, 1.046 Frauen, 62 Jungen und 79 Mädchen ums Leben. 30 Bomber verfehlten ihre Ziele in Wuppertal und luden ihre Fracht weiter westlich ab. Trotzdem ergab die Analyse der britischen Luftwaffe eine Zerstörung von 94 Prozent der Elberfelder Bebauung.
Am 30./31. Januar 1944 griffen 22 Mosquitos Elberfeld an, und am 8. März 1945 fielen erneut Bomben auf Elberfeld.

### Wuppertal-Cronenberg
Beim Luftangriff auf Elberfeld am 25. Juni 1943 wurden auch Teile von Cronenberg zerstört. Am 21. Mai 1944 erfolgte ein weiterer Luftangriff der alliierten Mächte auf Cronenberg.

## Luftangriff auf Wuppertal-Vohwinkel
Am 31. Dezember 1944 starteten zwischen 14:00 und 15:00 Uhr 155 Lancaster-Bomber zum Angriff auf Vohwinkel. Ziel waren die Bahnanlagen. Bedingt durch eine dichte Wolkendecke mussten die Bomber ihre 1.500 Sprengbomben aus einer größeren Höhe abwerfen. Hiervon erreichten 250 Bomben ihr Ziel, davon 40 den Bahnhof Wuppertal-Vohwinkel. 7 Häuser wurden zerstört und 26 Häuser beschädigt. Es gab 4 Tote.
Bedingt durch den Misserfolg am Vortag starten 141 Lancaster-Bomber am frühen Abend des 1. Januar 1945 einen weiteren Angriff. Sie kamen bei guter Sicht aus südwestlicher Richtung und warfen 1.010 Sprengbomben und eine Brandbombe ab. 106 Häuser wurden dabei zerstört, 192 Menschen starben, darunter 30 Flamen in einem Reichsbahnlager. Der Bahnhof Wuppertal-Vohwinkel wurde gezielt angegriffen, wobei ein Großteil der Gleisanlagen, einige Stellwerke, Brücken und 200 Güterwagen zerstört wurden, 100 Güterwagen und 70 Personenwagen wurden beschädigt. Auch die Schwebebahnendstation samt Werkstatt und die Schwebebahnstrecke wurden getroffen.

## Luftangriffe auf Wuppertal-Langerfeld

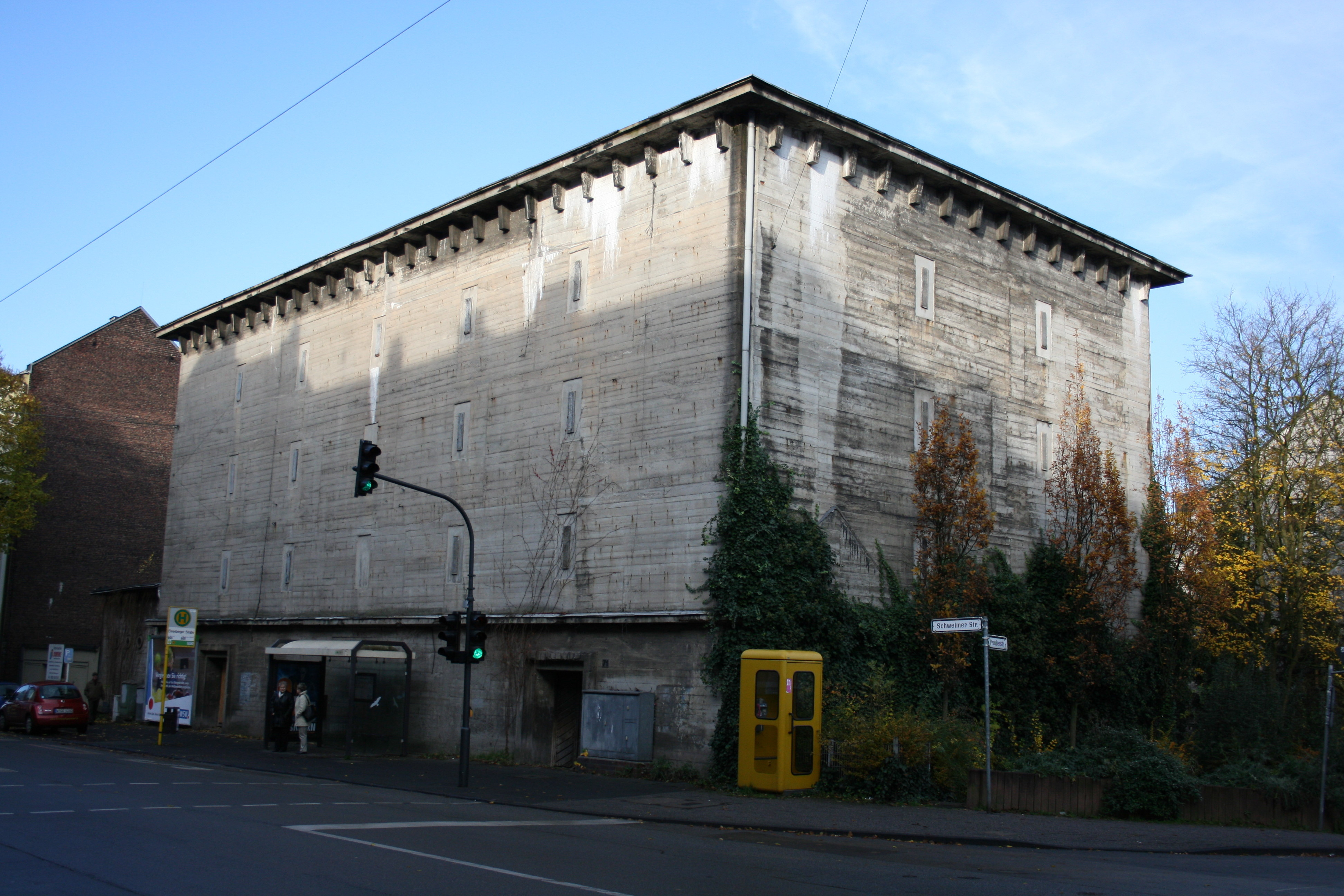
Luftschutzbunker in Langerfeld, 2009

Bereits im Juli und August 1940 warfen britische Flugzeuge viermal Bomben auf Langerfeld, die jedoch bewaldete Gebiete trafen. Am 15. April 1942 fielen die ersten Brandbomben auf bewohntes Gebiet in Langerfeld. Auf dem Ehrenberg wurden eine Bandfabrik und vier Bauernhöfe getroffen, die ausbrannten.
Während des Angriffs auf Barmen und Ronsdorf am 30. Mai 1943 ging ein Teil der 280.000 abgeworfenen Brandbomben auch über Langerfelds Süden nieder. Einige Häuser in der Ehrenberger Straße brannten durch Phosphor aus.
Am 3. März 1945 warfen Tiefflieger Bomben auf die Bahnanlagen und den Friedhof Kohlenstraße. Am Nachmittag griffen Bomberverbände Schwelm an. Nach 15 Minuten war die Innenstadt mit ihren drei Kirchen zerstört. Am 13. März 1945 (knapp vier Wochen vor der Besetzung durch amerikanische Truppen) flogen zwischen 15:40 und 16:20 Uhr 344 Bomber den Osten Wuppertals an, mit den Bahnanlagen als Ziel. Auf Heckinghausen, Oberbarmen, Langerfeld und auf den Westen Schwelms fielen über 3.600 Spreng- und 140.000 Brandbomben. Die öffentlichen Schutzräume hielten dem Angriff stand, allerdings war der Luftschutzstollen am östlichen Portal des Rauenthaler Tunnels durch eine Bombe verschüttet. Hier waren etwa 350 Menschen eingeschlossen, 270 konnten bis zum nächsten Tag geborgen werden. Auch in den Kellern der Wohnhäuser kamen viele Menschen ums Leben. Die Aufräumarbeiten erwiesen sich wegen andauernden Tieffliegerbeschusses als schwierig.
Am 19. März Uhr griffen um 17:00 Uhr erneut amerikanische Verbände an. 120 Menschen sollen bei den beiden Luftangriffen am 13. und 19. März den Tod gefunden haben.

## Folgen

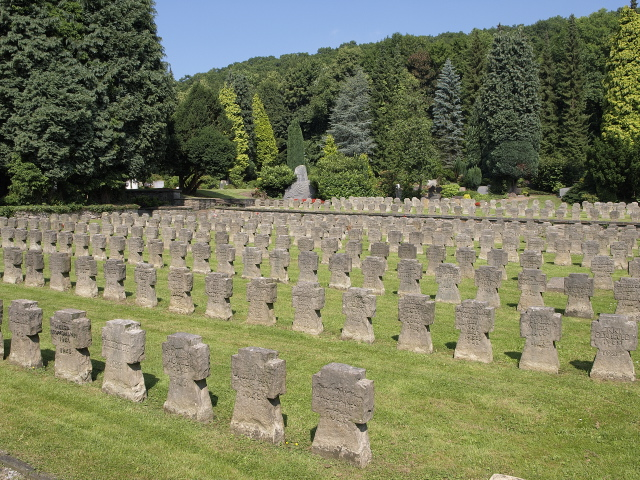
Teilansicht eines Gräberfeldes mit Ehrenmal für die Opfer der Luftangriffe auf dem katholischen Friedhof an der Liebigstraße, Barmen

In Wuppertal kamen insgesamt 7.000 Zivilisten bei den Luftangriffen ums Leben. Es gab 2.700 Luftalarme, die die Bevölkerung zumeist nachts in die Keller trieben. Die von den Planern der Bombenangriffe beabsichtigte Aufwiegelung der Wuppertaler gegen das NS-Regime trat nicht ein; es gab kaum Widerstand.
Bis zum kampflosen Einmarsch der US Army am 16. April 1945 fielen auf das Wuppertaler Stadtgebiet 631.590 Brandbomben, 58.320 Phosphorbomben, 7.527 Sprengbomben, 357 Minen und 100 Granaten. 200.000 Wuppertaler verloren ihr Zuhause, weitere 100.000 konnten ihre beschädigten Wohnungen weiter bewohnen. Die historische Bausubstanz in den urbanen Hauptzentren wurde bis auf wenige Ausnahmen zerstört oder so schwer beschädigt, dass viele sehenswerte Gebäude der Gründerzeit abgerissen werden mussten. Darunter waren kulturhistorisch bedeutende Gebäude wie die Barmer Stadthalle und das weltweit zweite Planetarium, aber auch hunderte der alten Bürgerhäuser. Insgesamt wurden über 11.000 Häuser nicht wieder aufgebaut. Der Sachschaden betrug nach damaligem Wert 6 Milliarden Mark.
Das Stadtbild der Zentren Elberfelds und Barmens wird bis heute durch die Zerstörung der Gründerzeitarchitektur und den Wiederaufbau in der Nachkriegszeit geprägt. Überlegungen, auch das beschädigte Schwebebahngerüst abzureißen, wurden schnell verworfen.